# Seafox

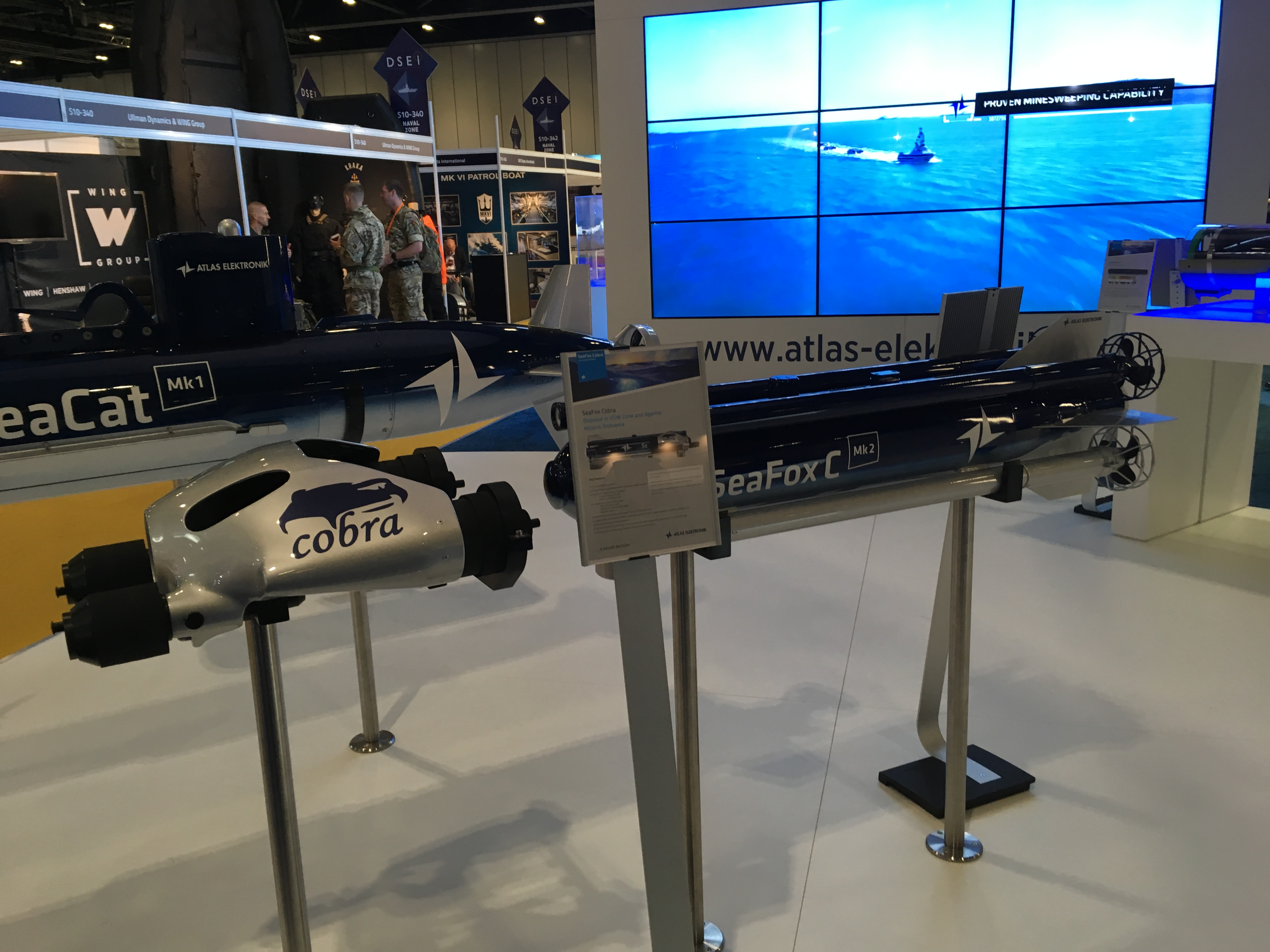
SeaFoxC Mk2 на виставці DSEI-2019, 12 вересня 2019, ExCel, Лондон

Seafox — автономний підводний апарат, розроблений німецькою компанією Atlas Elektronik.

## Характеристики
Маса апарату 40 кг, довжина становить 1300 мм. Апарат має швидкість ходу 6 вузлів і дальність дії понад 500 м.
Інспекційна версія Seafox-I обладнана сонаром, бортовою відеокамерою і прожектором.
Ударна версія Seafox-С оснащена бойовою частиною вагою 1,4 кг, бортовою відеокамерою і прожектором. Після отримання підтвердження ідентифікації виявленого об'єкту як морської міни, оператор протимінного комплексу знищує міну разом з апаратом. Є можливість використання цього апарата з вертольота.